# Außenministerium der Russischen Föderation

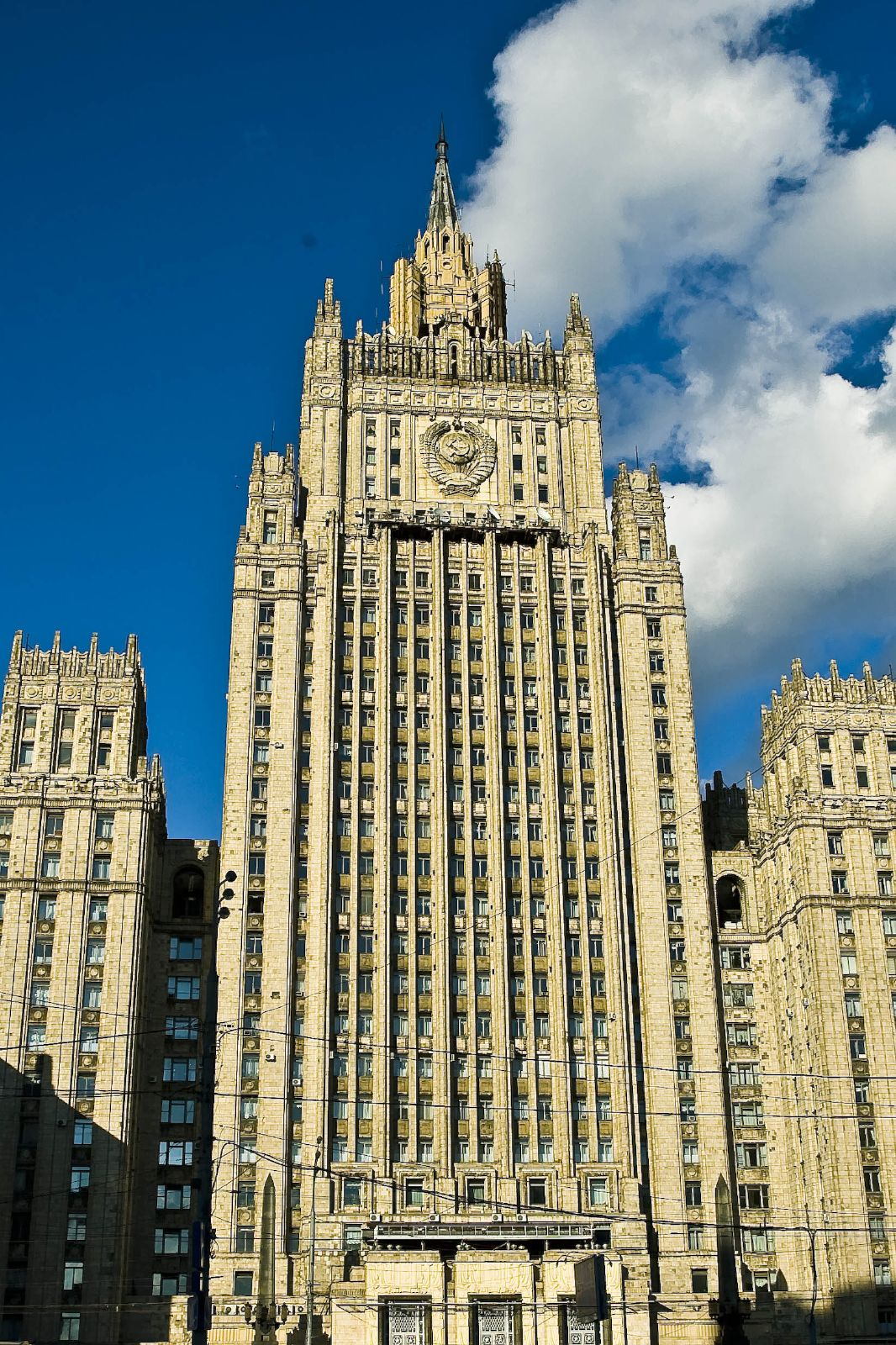
Außenministerium der Russischen Föderation

Das Ministerium für Auswärtige Angelegenheiten der Russischen Föderation (russisch Министе́рство иностра́нных дел Росси́йской Федера́ции (МИД России) Ministerstwo inostrannych del Rossijskoi Federazii (MID Rossii), deutsch ‚Ministerium für ausländische Angelegenheiten der Russischen Föderation‘) ist das Außenministerium Russlands und eines der 21 Ministerien der Regierung der Russischen Föderation. Es ist unmittelbar dem Präsidenten untergeordnet.

## Tätigkeit und Struktur
Das MID ist die föderale Behörde Russlands, die für die Konzeption und Umsetzung der staatlichen Politik in auswärtigen Angelegenheiten zuständig ist. Auf diesem Gebiet ist sowohl das MID selbst als auch die zu ihm gehörenden Auslandsvertretungen, die Vertretungen bei supranationalen Organisationen sowie regionale Vertretungen des MID innerhalb Russlands tätig. Die Aufgaben und Vollmachten des MID sind im Statut über das Außenministerium der Russischen Föderation geregelt, das in seiner aktuellen Fassung per Präsidialerlass vom 30. Januar 2007 festgeschrieben ist.
Das Ministerium ist in 43 Abteilungen (auch Departements genannt) unterteilt. Davon sind 15 Abteilungen nach Regionen gebildet, in denen es tätig ist (sogenannte territoriale Departements), die restlichen nach ihren Funktionen (funktionale Departements). Zu den territorialen Abteilungen gehören beispielsweise die Zweite GUS-Abteilung (zuständig für Belarus, Ukraine und Moldau), die Erste Europa-Abteilung (die meisten west- sowie die nordeuropäischen Staaten, darunter Frankreich, Spanien, Italien, Schweden, Norwegen), die Dritte Europa-Abteilung (die meisten Staaten Mittel- und Osteuropas, aber auch Deutschland, Österreich und die Schweiz), die Nordamerika-Abteilung oder die Nahost-Abteilung. Zu den funktionalen Departements zählen die Abteilung für Internationale Organisationen, die Konsularabteilung, die Abteilung für die Arbeit mit russischen Bürgern im Ausland, die Abteilung für gesamteuropäische Zusammenarbeit, die Abteilung für Information und Presse (Leitung: Marija Sacharowa) und andere.

## Personal
Leiter ist der Außenminister der Russischen Föderation (Мини́стр иностра́нных дел Росси́йской Федера́ции). Er ist – zusammen mit den anderen föderalen Ministern – Mitglied der Regierung, untersteht jedoch unmittelbar dem Präsidenten. Seit dem 9. März 2004 ist Sergei Lawrow der Außenminister Russlands. Die offizielle Sprecherin des russischen Außenministeriums ist Marija Sacharowa.
Ehemalige Außenminister waren:
- Igor Iwanow (1998–2004)
- Jewgeni Primakow (1996–1998)
- Andrei Kosyrew (1990–1996)

## Gebäude
Das 172 m hohe Hauptgebäude des Außenministeriums befindet sich am Smolenskaja-Sennaja-Platz. Dort endet die Arbat-Straße am Gartenring. Es wurde 1948–1953 erbaut und ist eine der sogenannten Sieben Schwestern, die unter Josef Stalin errichtet wurden.

## Bildungseinrichtungen
Die Diplomatenausbildung findet an der Internationalen Fakultät der Lomonossow-Universität Moskau, am staatlichen Institut für Internationale Beziehungen und an der Diplomatischen Akademie des Außenministeriums der Russischen Föderation, jeweils in Moskau, statt.